# Braxton Key
Braxton Key (ur. 14 lutego 1997 w Charlotte) – amerykański koszykarz, występujący na pozycjach rzucającego obrońcy lub niskiego skrzydłowego, od 2023 zawodnik Denver Nuggets oraz zespołu G-League – Grand Rapids Gold.
15 stycznia 2022 powrócił do składu Delaware Blue Coats. 24 marca 2022 podpisał 10-dniowy kontrakt z Detroit Pistons. 3 kwietnia 2022 zawarł umowę z Pistons na występy w NBA oraz zespole G-League – Motor City Cruise. 18 lipca 2023 podpisał kontrakt z Denver Nuggets na występy w NBA oraz drużynie G-League – Grand Rapids Gold.

## Osiągnięcia
Stan na 19 września 2023, na podstawie, o ile nie zaznaczono inaczej.

### NCAA
- Mistrz:
  - NCAA (2019)
  - sezonu regularnego konferencji Atlantic Coast (ACC – 2019)
- Uczestnik rozgrywek II rundy turnieju NCAA (2018, 2019)
- Zaliczony do:
  - I składu najlepszych pierwszorocznych zawodników Southeastern (SEC – 2017)
  - honorable mention ACC (2020)
- Najlepszy pierwszoroczny zawodnik tygodnia SEC (30.01.2017)

### G–League
- Mistrz G–League (2023)
- Zaliczony do:
  - I składu defensywnego G–League (2022)
  - II składu G–League (2022)